# Partij voor de Dieren
Partij voor de Dieren (forkortes: PvdD) (dansk: Partiet for Dyrene) er et hollandsk politisk parti, som især går ind for dyrs rettigheder og dyrevelfærd.

## Historie

### Grundlæggelsen
Partiet blev dannet den 28. oktober 2002 af Marianne Thieme og 2 andre. Kun 3 måneder efter partiets grundlæggelse deltog de i deres debutvalg i 2003, men det lykkedes ikke at komme ind.

### Gennembrud
Partiet vandt sin første repræsentation ved parlamentsvalget i 2006, hvor at de vandt 2 pladser i Tweede Kamer. Partiet holdt herefter et stabilt støtte niveau, og beholdte deres 2 pladser i underhuset ved både 2010 og 2012 parlamentsvalgene.
Ved Europa-Parlamentsvalget i 2014 vandt partiet en plads i Europa-Parlamentet for første gang.
Ved parlamentsvalget i 2017 vandt partiet 5 pladser i underhuset.

### Ny formand
Partiets grundlægger og leder siden starten, Marianna Thiemme, valgte at trække sig fra politik i oktober 2019 og hun blev her erstattet af Esther Ouwehand som partiformand.
Partiet fortsatte dog de gode resultater, og ved parlamentsvalget i 2021 vandt partiet 6 pladser i underhuset.

## Ideologi
Partiets hovedfokus er dyrs rettigheder og dyrevelfærd. Partiet fokuserer især på det konventionelle landbrug. Partiet er dog ikke nødvendigvis vegansk.

## Valgresultater

### Parlamentsvalg
| Valg | Spidskandidat   | Stemmer | %    | Pladser |
| ---- | --------------- | ------- | ---- | ------- |
| 2003 | Marianne Thieme | 47.454  | 0,49 | 0 / 150 |
| 2006 | Marianne Thieme | 179.988 | 1,83 | 2 / 150 |
| 2010 | Marianne Thieme | 122.317 | 1,30 | 2 / 150 |
| 2012 | Marianne Thieme | 182.162 | 1,93 | 2 / 150 |
| 2017 | Marianne Thieme | 335.214 | 3,19 | 5 / 150 |
| 2021 | Esther Ouwehand | 399.750 | 3,84 | 6 / 150 |

| Valg | Stemmer | %    | Pladser |
| ---- | ------- | ---- | ------- |
| 2007 | 3.336   | 2,06 | 1 / 75  |
| 2011 | 2.177   | 1,06 | 1 / 75  |
| 2015 | 6.073   | 3,16 | 2 / 75  |
| 2019 | 6.550   | 3,78 | 3 / 75  |

### Europa-Parlamentsvalg
| Valg | Stemmer | %    | Pladser |
| ---- | ------- | ---- | ------- |
| 2004 | 153.432 | 3,22 | 0 / 27  |
| 2009 | 157.735 | 3.49 | 0 / 25  |
| 2014 | 200.254 | 4,21 | 1 / 26  |
| 2019 | 220,938 | 4,02 | 1 / 26  |
| 2019 | 220,938 | 4,02 | 1 / 29  |